# Sevillana
Pour les articles homonymes, voir Sévillane.

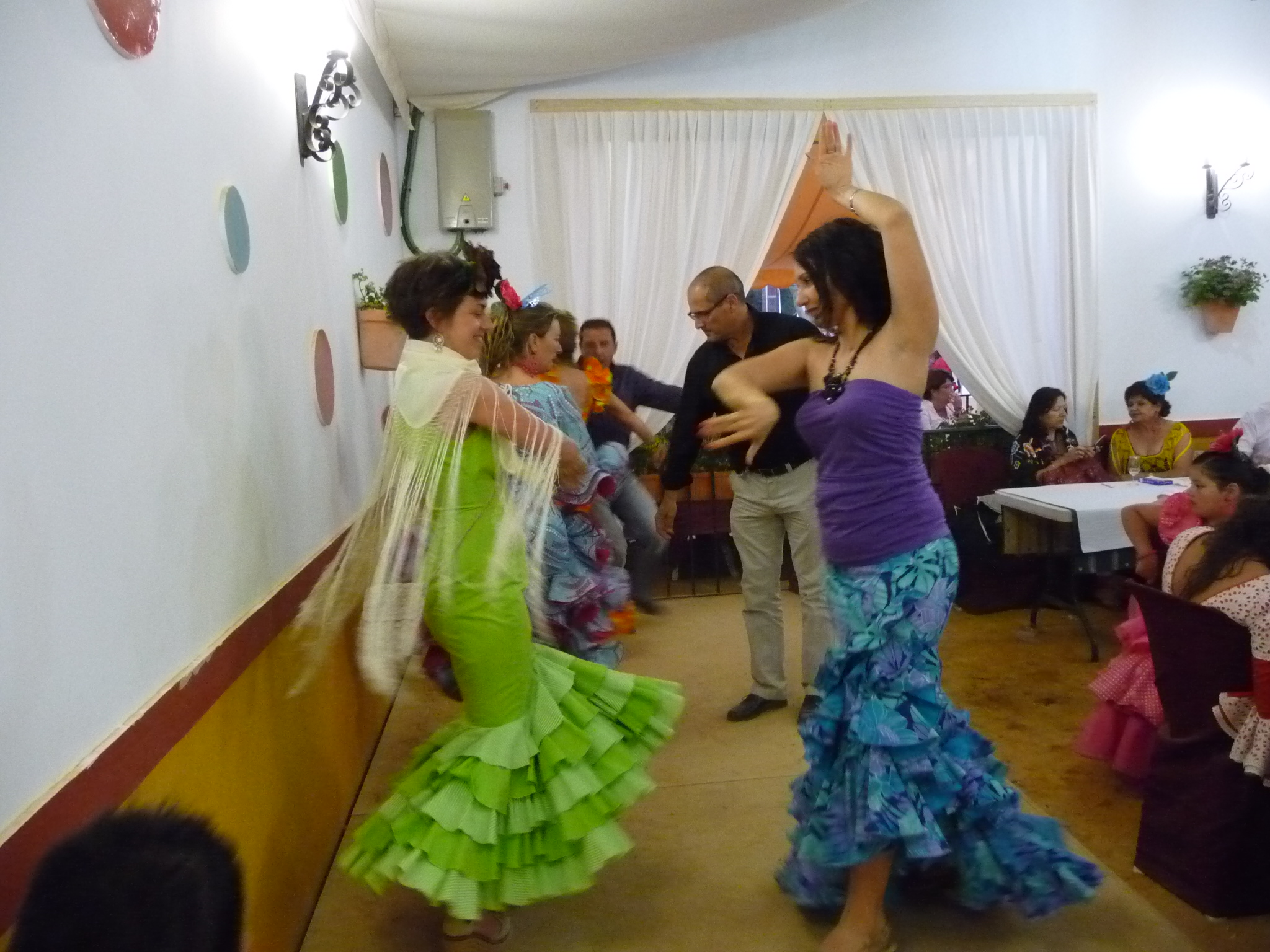
Danseuses de sévillane.

La sévillane ou sevillana (en espagnol) est une danse populaire espagnole originaire de Séville, qui se danse à deux, à un ou plusieurs couples, en cercle ou en groupe. 
Cette danse peut traduire à la fois l'approche, l'affrontement, la fuite et l'amour. Elle est exécutée sur une mélodie chantée.
Cette danse est très populaire en Espagne, elle a été créée vers les XVIe et XVIIe siècles. La sévillane est très gracieuse, festive et rythmée. Dans la sévillane, c'est le rythme de la musique qui commande et les danseurs ou danseuses le suivent.

## Origines
Les origines de la sévillane demeurent assez obscures. La sevillana est la danse traditionnelle, folklorique de Séville, mais comme c'est également un berceau du flamenco, les deux sont mélangés depuis longtemps. Toutefois, des influences se devinent, telles que la danse orientale ou extrême-orientale. Dès le XVIIe siècle apparaît une forme de danse, dérivée de la chacona (chaconne) et de la zarabanda (sarabande) des XVe et XVIe siècles, très populaires à travers toute l'Espagne, la seguidilla. En Andalousie, elle prend le nom de seguidilla sevillana, puis de sevillana.
Actuellement, elle peut se danser lors de ferias et romerias en Espagne (Séville, Jerez, Barcelone,…) mais également dans le sud de la France (Arles, Nîmes, Dax, Mauguio, Béziers,…) dans des casetas (tentes) réservées ou non à cet effet.
Elle peut aussi se danser ailleurs comme à Paris. Ces soirées sont ouvertes à tous et permettent à des débutants de s'entraîner (aucun niveau particulier n'est requis). La sevillana se danse à deux, à quatre ou en cercle, ou même quelquefois à trois. Elle peut se danser entre hommes et femmes ou entre danseurs et danseuses du même sexe. De nombreux cours de sévillane se donnent à Paris et dans plusieurs grandes ou moyennes villes. En général, la chorégraphie s'apprend en trois ou quatre mois à raison d'un cours par semaine, la suite étant une question d'entraînement et de pratique régulière.

## Danse

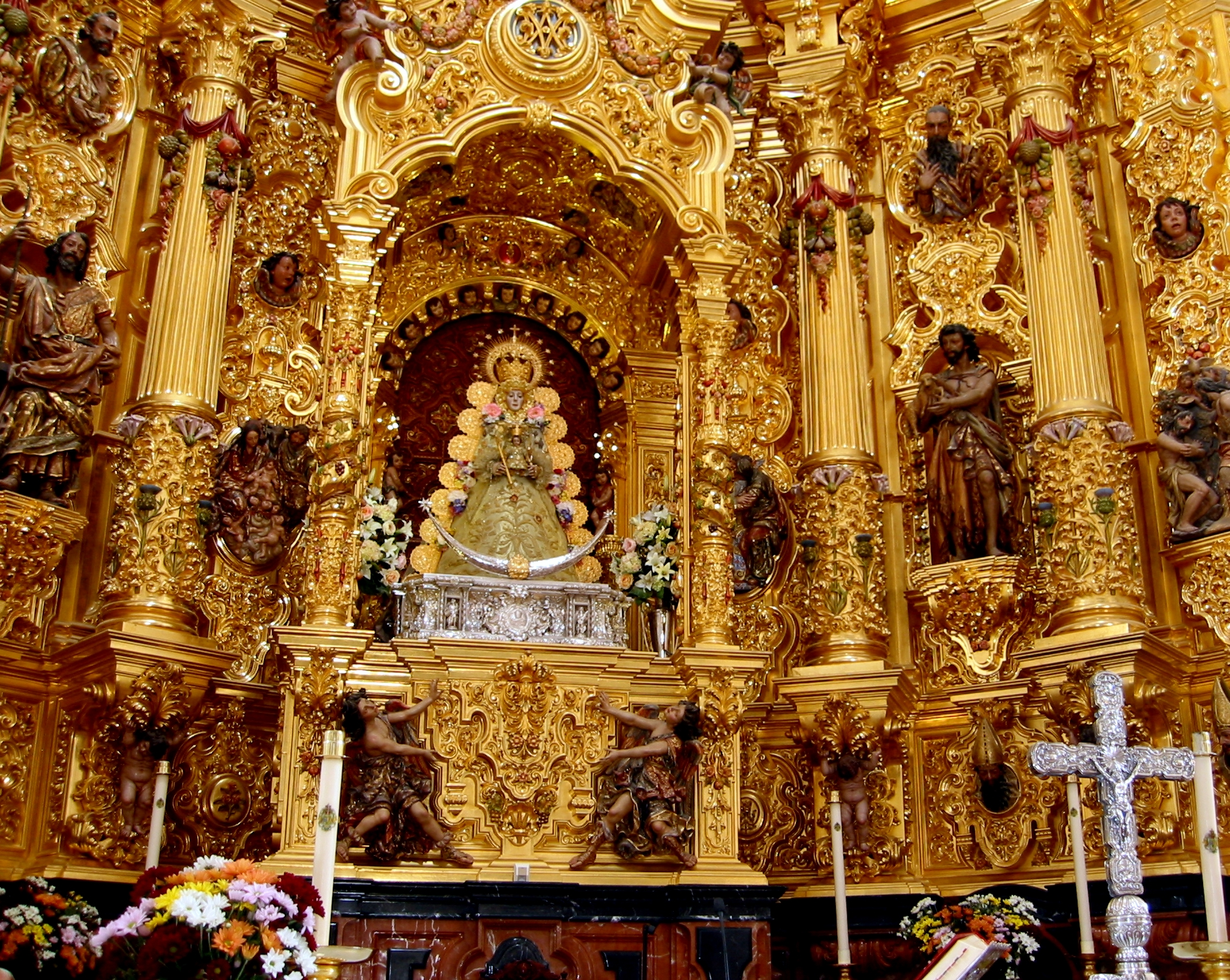
Vierge del Rocio.

Dans la sévillane, il y a trois grandes danses comme la Sévillona (dérivée de la Sévillana ) et le Sabadonus dérivé du flamenco qui appartient à la sevillana. Les sévillanes se dansent par séries de quatre coplas (danses) à la fin desquelles le couple s'immobilise, un bras en l'air, avec une pause de quelques secondes. Cet arrêt, qu'il faut marquer nettement, s'appelle le bien parado (l'arrêt bien fait).
Chaque sévillane a une chorégraphie différente, de la plus simple à la plus difficile. Elles ont le nom de leurs positions chronologiques : primera, segunda, tercera et cuarta. Chaque sévillane est partagée en quatre parties (plus rarement trois) correspondant aux quatre strophes de chaque chanson, illustrées par des pas et des figures distincts. Quatre couplets sont exécutés à la suite ; entre chacun d'eux on marque un bref arrêt. Le final, est identique pour les quatre sévillanes.
Une légende [Laquelle ?] veut attribuer à chacune des parties de cette danse une connotation romantique : la rencontre, la séduction, la dispute et la réconciliation. S'il y a quatre danses dans une sevillana, il y a aussi quatre raisons qui neutralisent cette pseudo-légende, qui n'est répandue du reste que parmi les danseurs d'autres régions que celles du berceau de la danse.
1. Les couplets des premières sévillanes étaient au nombre de sept : quatre pour la danse populaire et trois pour la classique bolera.
2. Les couplets des premières sévillanes étaient écrits individuellement et traitaient de sujets très différents les uns des autres. Ils étaient rassemblés par quatre pour pouvoir danser. Il faut attendre les compositeurs modernes pour trouver des sevillanas écrites avec un thème unique.
3. Il n'existe pas apparemment de sévillanes composées de couplets traitant de ces quatre thèmes dans cet ordre.
4. Une grande partie des sévillanes est "Rociera" appelées ainsi par allusion au pèlerinage de Pentecôte vers l'ermitage de la Vierge del Rocio, près d'Almonte, province de Huelva. Même si ces sévillanes là ne parlent pas systématiquement de la Vierge (Virgen) elles s'y réfèrent très souvent. Le thème amoureux n'est donc pas le seul abordé dans les chansons de sévillane.

La sévillane a été la première fois représentée sur scène en 1982 à Mucho en Espagne.

## Costume
La robe sévillane s'enfile comme un pantalon puis comme un t-shirt avec une ouverture dans le dos.

## Style

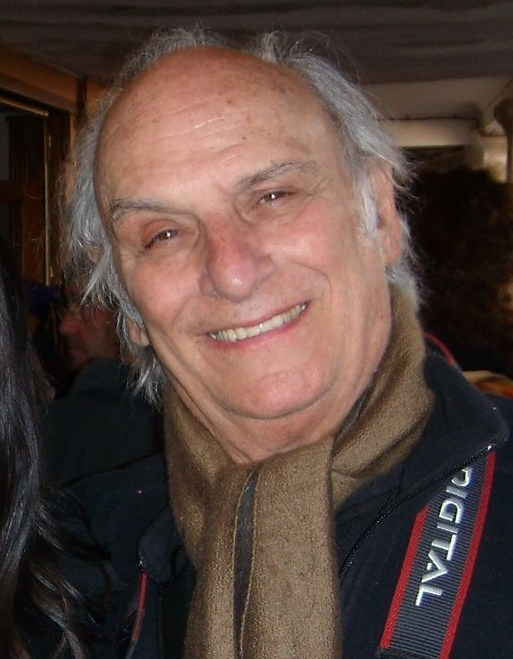
Carlos Saura.

Il est important de rejeter son buste en arrière, d'élever et d'arrondir les bras et de tourner les paumes des mains vers l'extérieur. Les postures de la sévillane sont proches de celles du flamenco.
La sévillane est la danse même de la séduction : les partenaires avancent l'un vers l'autre, se dérobent, se rapprochent ensuite. Les jupes et robes sont partie prenante de la danse. Les corps se frôlent, ne se rencontrent pas ou très peu (fin de la segunda, final de chaque danse) ; ce sont les yeux qui jouent, les regards plantés l'un dans l'autre. Cette représentation a été notamment mise en exergue par Carlos Saura dans ses films, et en particulier Sevillanas sorti en 1992. De même, il a fait connaître au grand public les danses du flamenco, dans ses films Flamenco (1995) et Flamenco, Flamenco (2010).

### Danseurs
Plusieurs grands danseurs ou danseuses ont transporté la sévillane de partout dans le monde. Notamment un des plus grands danseurs de sévillane a été José Galvan.
- José Galvan
- La Lupi

### Chanteurs et Groupes
De nombreux chanteurs ont révolutionné la sévillane à travers des tubes planétaires qui se dansent dans toutes les ferias (Feria de Séville, Feria de Jerez, Feria de Cordoue, Feria de Séville, Romeria de Mauguio, Feria d'Arles...) 
- Maria de la Colina[4]
- Las Corraleras de Lebrija[5]
- Los Amigos De Gines[6]
- Las Carlotas [7]
- El Mani[8]
- Manguara[9]